# ZTE Render
De ZTE Render is een smartphone van het Chinese bedrijf ZTE. Het toestel gebruikt Microsofts besturingssysteem Windows Phone 7, terwijl de opvolger van het besturingssysteem (Windows Phone 8) een week later wordt uitgebracht. Dit is de derde telefoon van het bedrijf die gebruikmaakt van het besturingssysteem, na de ZTE Orbit en de ZTE Tania.
De Render heeft een capacitief aanraakscherm van 4 inch en een resolutie van 480 bij 800 pixels, zoals elke andere Windows Phone 7-telefoon. Het opslaggeheugen met een capaciteit van 4 GB is beperkt in vergelijking met andere smartphones. Deze capaciteit kan niet uitgebreid worden, maar met een Microsoft-account krijgt de smartphonegebruiker gratis 7 GB opslag via de 'cloud' op Microsoft OneDrive. Verder beschikt de telefoon over een camera met een resolutie van 5 megapixels.